# Estadio Monumental Chihuahua
El Estadio Monumental Chihuahua es un estadio de béisbol ubicado en Chihuahua, Chihuahua, México. Es casa de los Dorados de Chihuahua de la Liga Estatal de Béisbol de Chihuahua, liga semiprofesional de béisbol. También es conocido como Gran Estadio Chihuahua.
El estadio fue construido en 2004 gracias al programa de apoyo al deporte en el estado impulsado por el entonces gobernador Patricio Martínez García. 
En un principio sólo albergaba partidos de la Liga Estatal de Chihuahua, liga amateur pero muy seguida por los chihuahuenses. A partir de 2007, se anunció que regresaría el equipo Dorados de Chihuahua de la Liga Mexicana de Béisbol después de más de 20 años de ausencia, y establecieron su casa en el mismo estadio. 
El estadio, es considerado uno de los más modernos y mejores estadios de béisbol de México. Cuenta con un estacionamiento con 3,850 cajones, así como con dos lagos artificiales que se ven desde las gradas. 
Está dividido en dos cuerpos: las butacas principales que están techadas y se extienden desde atrás de home hasta las bardas de los jardines derecho e izquierdo, y el segundo que está conformado por las gradas de concreto atrás de la barda. Ambas partes están unidas por un andador interior que permite una circulación fluida y en el que se encuentra la tienda de recuerdos.
Se cuenta con 16 cabinas de transmisión, pantalla gigante, pizarra electrónica, zona VIP donde se localiza un restaurante con vista al diamante y pantallas para no perder detalle del juego.
Para los juegos nocturnos existen cuatro torres de iluminación detrás del segundo edificio de gradas y cuatro canastillas en la parte superior de la cubierta, lo que hace un total de 120 luces de lámparas de 1,500 watts dirigidas a sitios específicos del terreno de juego para alcanzar los niveles luminosos requeridos.